# Антибластика
Антибластика (з лат. blastikos — анти-+ blastikos пускає паростки, проростає) — принцип в хірургії, що полягає в очищенні операційної рани від пухлинних клітин, які залишаються після видалення утворення.

## Принцип антибластики в онкохірургії
Антибластика реалізується наступними заходами: стимуляція резистентності організму, передопераційна променева і хіміотерапія, створення умов, що перешкоджають адгезії ракових клітин, інтраопераційне застосування цитостатиків, променева і хіміотерапія в ранньому післяопераційному періоді.[джерело?]